# Albin Fontanille
Pour les articles homonymes, voir Fontanille.
Albin Fontanille, né le 28 août 1883 à Albi et mort le 11 août 1963 à Mèze, est un spéléologue français. 
Il est surtout connu pour ses explorations en compagnie de Robert de Joly, notamment dans les départements de l'Hérault et du Tarn.

## Biographie
Albin Fontanille est né le 28 août 1883 à Albi et est mort le 11 août 1963 à Mèze (Hérault),.

## Activités spéléologiques
Dans le domaine de la spéléologie, il fut membre de la Société spéléologique de France avec la carte no 86, c'est-à-dire dès les débuts de cette association.
Il fut vice-président du Groupe Vallot de Lodève dès 1934.
En 1932 et 1933, il fit des explorations en compagnie de Robert de Joly. Il explora tout particulièrement les cavités du Tarn et de l'Hérault.
Il réalisa des expériences de coloration de concrétions excentriques, publiées dans le compte-rendu du premier Congrès national de spéléologie, à Mazamet en 1939 (pages 63-66 des actes).
Il fut l'un des animateurs, ainsi que le conseiller et le bienfaiteur du Groupe spéléo-archéologique de Sorèze. Il collabora avec le révérend « père Pouget ».